# Nati nel 1717
| Questa pagina contiene informazioni ricavate automaticamente dalle voci biografiche con l'ausilio del template Bio e di un bot. L'aggiornamento è periodico e automatico e ricostruisce completamente la pagina. Se manca una persona in questa lista, sei pregato di non aggiungerla, ma accertati piuttosto che la sua voce biografica contenga il template Bio e che i dati anagrafici siano correttamente compilati. Se il template Bio manca, inseriscilo tu stesso o, in alternativa, metti l'avviso {{tmp\|Bio}} che ne segnala la mancanza. Se i dati riportati sono sbagliati, correggi direttamente la voce biografica; le modifiche saranno visibili in questa lista entro pochi giorni. Per chiarimenti vedi il progetto biografie. La lista contiene solo le 98 persone che sono citate nell'enciclopedia e per le quali è stato implementato correttamente il template Bio. Pagina aggiornata al 10 ago 2025. |

## Gennaio(10)
- 2 gennaio - Edward Seymour, IX duca di Somerset, nobile britannico († 1792)
- 4 gennaio - Antonio Maria Mazzoni, compositore italiano († 1785)
- 4 gennaio - Balthasar Ferdinand Moll, scultore austriaco († 1785)
- 16 gennaio - Claude de Beauharnais, nobile e ammiraglio francese († 1784)
- 18 gennaio - Fedele Tirrito, religioso, letterato e pittore italiano († 1801)
- 18 gennaio - Jean-François de Surville, esploratore e marinaio francese († 1770)
- 21 gennaio - Antonio María de Bucareli y Ursúa, ufficiale spagnolo († 1779)
- 28 gennaio - Mustafa III, sultano ottomano († 1774)
- 29 gennaio - Jeffrey Amherst, I barone Amherst, generale britannico († 1797)
- 30 gennaio - Giambattista Albertini, diplomatico e politico italiano († 1788)

## Febbraio(10)
- 2 febbraio - Ernst Gideon von Laudon, generale austriaco († 1790)
- 5 febbraio - Giacomo Gentili il Giovane, ceramista italiano († 1765)
- 6 febbraio - Guido Ferrari, storico e poeta italiano († 1791)
- 10 febbraio - Pierre de La Garde, compositore e baritono francese († 1792)
- 14 febbraio - Esther Young, contralto inglese († 1795)
- 17 febbraio - Adam Friedrich Oeser, pittore e scultore austriaco († 1799)
- 19 febbraio - David Garrick, attore teatrale e drammaturgo inglese († 1779)
- 26 febbraio - Giovanni Luca Zuzzeri, numismatico e archeologo italiano († 1746)
- 27 febbraio - Johann David Michaelis, teologo e orientalista tedesco († 1791)
- 28 febbraio - Alexander Colville, VII lord Colville di Culross, ammiraglio britannico († 1770)

## Marzo(4)
- 14 marzo - Abel Smith, banchiere e politico inglese († 1788)
- 25 marzo - Cipriano Gnesotti, religioso e storico italiano († 1796)
- 25 marzo - Gilberto II Pio di Savoia, nobile spagnolo († 1776)
- 31 marzo - Jakob Friedrich von Bielfeld, scrittore e politico tedesco († 1770)

## Aprile(4)
- 7 aprile - Ignazio De Blasi, storico italiano († 1783)
- 9 aprile - Matthias Georg Monn, compositore e organista austriaco († 1750)
- 27 aprile - Giacomo Durazzo, diplomatico italiano († 1794)
- 30 aprile - Giuseppe Vincentini, arcivescovo cattolico, funzionario e diplomatico italiano († 1779)

## Maggio(3)
- 5 maggio - Giorgio Baroni Cavalcabò, avventuriero e diplomatico italiano († 1799)
- 9 maggio - Nicolas Beauzée, grammatico francese († 1789)
- 13 maggio - Maria Teresa d'Austria, nobile austriaca († 1780)

## Giugno(6)
- 5 giugno - Emanuel Mendez da Costa, botanico, naturalista e filosofo inglese († 1791)
- 17 giugno - Johann Stamitz, compositore e violinista ceco († 1757)
- 20 giugno - Jacques Saly, scultore francese († 1776)
- 26 giugno - Charles d'Ursel, militare belga († 1775)
- 26 giugno - Johannes Ringk, compositore e organista tedesco († 1778)
- 27 giugno - Louis Guillaume Le Monnier, naturalista, fisico e medico francese († 1799)

## Luglio(4)
- 3 luglio - Joseph-Marie-François de Lassone, medico e chimico francese († 1788)
- 5 luglio - Pietro III del Portogallo, sovrano portoghese († 1786)
- 6 luglio - Ignác František Platzer, scultore e intagliatore ceco († 1787)
- 14 luglio - Ventura Rodríguez, architetto spagnolo († 1785)

## Agosto(8)
- 3 agosto - Pierre Claude Haudeneau de Breugnon, ammiraglio e diplomatico francese († 1792)
- 6 agosto - Hamengkubuwono I, sovrano indonesiano († 1792)
- 12 agosto - Francesco Griselini, naturalista e botanico italiano († 1787)
- 13 agosto - Luigi Francesco di Borbone-Conti, nobile, diplomatico e generale francese († 1776)
- 13 agosto - Giovanni Carlo Galli da Bibbiena, architetto e disegnatore italiano († 1760)
- 15 agosto - Carmontelle, pittore, incisore e architetto francese († 1806)
- 26 agosto - Francesco Agostino Dalla Chiesa, vescovo cattolico italiano († 1755)
- 27 agosto - Francesco Saverio de Zelada, cardinale e arcivescovo cattolico italiano († 1801)

## Settembre(6)
- 8 settembre - Vitaliano Donati, medico, archeologo e botanico italiano († 1762)
- 17 settembre - Guglielmo Enrico di Nassau-Zuylestein, IV conte di Rochford, diplomatico inglese († 1781)
- 21 settembre - Orazio Albani, II principe di Soriano nel Cimino, nobile italiano († 1792)
- 24 settembre - Horace Walpole, nobile e scrittore inglese († 1797)
- 27 settembre - Antonio De Gennaro, nobile e letterato italiano († 1791)
- 30 settembre - Giovanni Lodovico Bianconi, medico e antiquario italiano († 1781)

## Ottobre(5)
- 5 ottobre - Marie-Anne de Mailly, francese († 1744)
- 11 ottobre - Domenico Augusto Bracci, antiquario italiano († 1795)
- 13 ottobre - John Armstrong Senior, politico e generale statunitense († 1795)
- 17 ottobre - Franz Anton Ermeltraut, pittore tedesco († 1767)
- 19 ottobre - Alessandro Sappa de' Milanesi, poeta italiano († 1783)

## Novembre(11)
- 1º novembre - Anna Teresa di Savoia-Carignano, principessa francese († 1745)
- 8 novembre - Antonio Cristoforo Collalto-Mattiuzzi, attore teatrale e commediografo italiano († 1778)
- 9 novembre - Federico II di Meclemburgo-Schwerin, duca († 1785)
- 12 novembre - Giuseppe Federico Guglielmo di Hohenzollern-Hechingen, principe († 1798)
- 13 novembre - Bianca Maria di Sinzendorf-Neuburg, nobile italiana († 1783)
- 16 novembre - Jean Baptiste Le Rond d'Alembert, matematico, fisico e astronomo francese († 1783)
- 21 novembre - Cristina Enrichetta d'Assia-Rheinfels-Rotenburg, principessa tedesca († 1778)
- 25 novembre - Aleksandr Petrovič Sumarokov, poeta e drammaturgo russo († 1777)
- 26 novembre - Olof af Acrel, chirurgo svedese († 1806)
- 27 novembre - Francesco Antonio Marcucci, patriarca cattolico italiano († 1798)
- 30 novembre - Andrzej Stanisław Młodziejowski, vescovo cattolico polacco († 1780)

## Dicembre(8)
- 1º dicembre - Armand II de Rohan-Soubise, cardinale, vescovo cattolico e abate francese († 1756)
- 9 dicembre - Johann Joachim Winckelmann, bibliotecario, storico dell'arte e archeologo tedesco († 1768)
- 10 dicembre - Maximilian Christof von Rodt, vescovo cattolico tedesco († 1800)
- 14 dicembre - Antal Bajtay, vescovo cattolico ungherese († 1775)
- 14 dicembre - Ercole Gian Antonio Turinetti di Priero, nobile italiano († 1781)
- 16 dicembre - Elizabeth Carter, poetessa, scrittrice e traduttrice inglese († 1806)
- 20 dicembre - Charles Gravier, politico e diplomatico francese († 1787)
- 25 dicembre - Papa Pio VI, papa, vescovo cattolico e cardinale italiano († 1799)

## Senza giorno specificato(19)
- Giuseppe Bottani, pittore italiano († 1784)
- Muzio Camuzio, stuccatore italiano
- Jacobus Capitein, missionario e scrittore ghanese († 1747)
- Alexander Cozens, pittore britannico († 1786)
- William Duncan, filosofo scozzese († 1760)
- Pierre Le Roy, orologiaio francese († 1785)
- John Mills, scrittore inglese
- Antonio Morillo Galletti, presbitero italiano († 1764)
- Lewis Nicola, militare e scrittore irlandese († 1807)
- Giovanni Battista Nini, scultore e medaglista italiano († 1786)
- James Paine, architetto inglese († 1789)
- Ignazio Secondo Radicati di Cocconato e Celle, nobile e matematico italiano († 1779)
- Filippo Scandellari, scultore italiano († 1801)
- Robert Soyer, ingegnere francese († 1802)
- Alessandro Vanni, letterato, poeta e politico italiano († 1795)
- Louis-Claude Vassé, scultore e disegnatore francese († 1772)
- José Velásquez, militare e esploratore spagnolo († 1785)
- Robert Wood, archeologo e politico britannico († 1771)
- Francesco Zappa, violoncellista e compositore italiano († 1803)